# Strani miracoli
Strani miracoli (Dear God) è un film statunitense del 1996 diretto da Garry Marshall.